# Stadttheater Znojmo

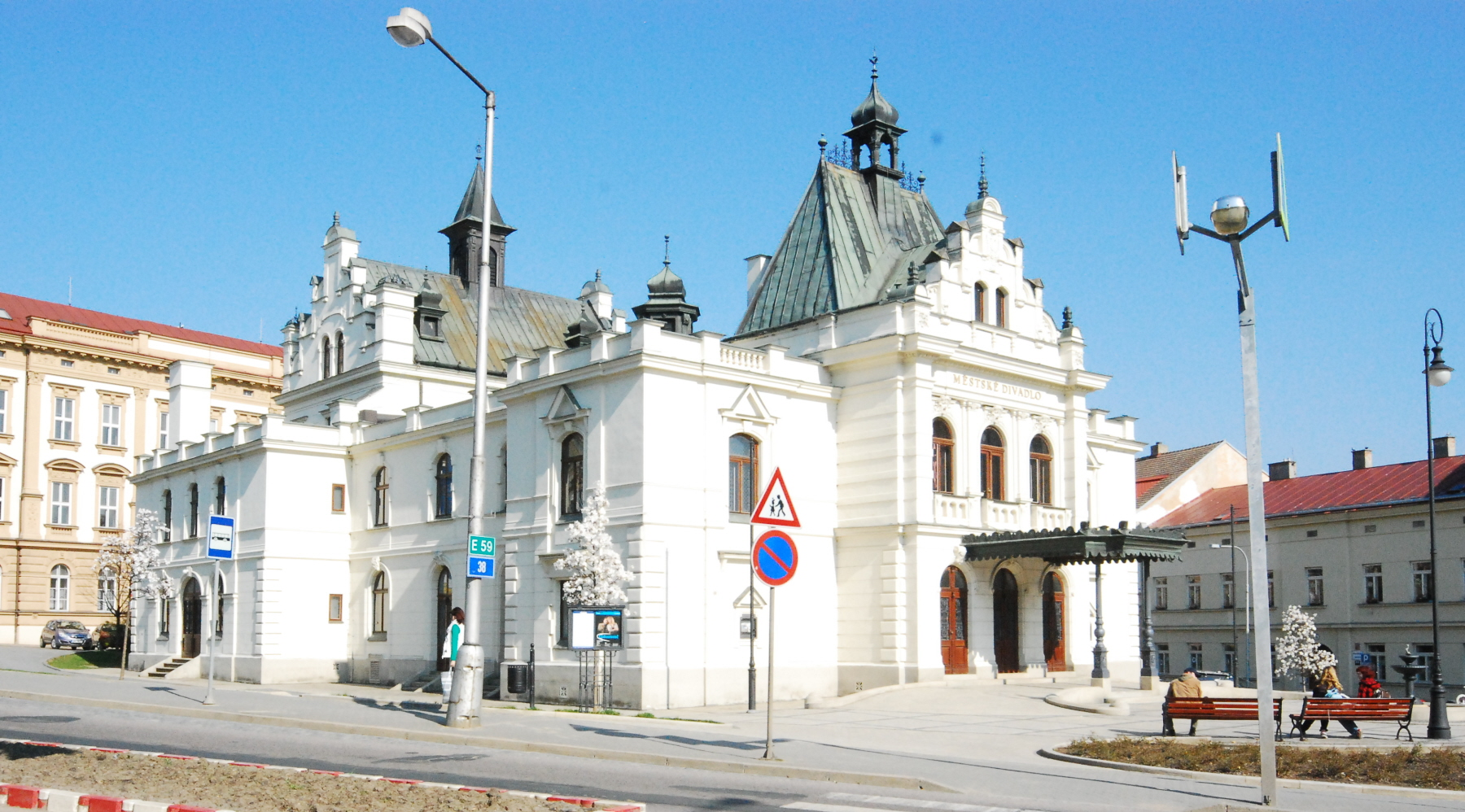
Stadttheater Znaim

Das Stadttheater Znojmo (tschech.: Městské divadlo Znojmo) ist ein Gebäude auf dem náměstí Republiky (Platz der Republik) südlich des Stadtzentrums von Znojmo (Znaim) in Tschechien. Betrieben wird es vom Verein Znojemská Beseda.

## Geschichte
Die Geschichte der Theateraufführungen in Znaim begann vor allem mit im Freien aufgeführten Passionstücken. Erste Hinweise auf immer wiederkehrende Vorführungen in überdachten Spielstätten finden sich ab 1548 in den Rechnungsbüchern der Stadt. Als Darsteller werden zunächst die Schüler der zur Pfarre Sankt Michael gehörenden Schule genannt. 1576 etwa ersuchten sie um die Überlassung des Rathaussaales für die Aufführung einer Komödie. Im darauffolgenden Jahr wandte sich mit der gleichen Bitte die zur Pfarre Sankt Nikolai gehörende Schule an den Stadtrat. 1625 traten die Zöglinge des Jesuitenkollegs im Rathaus auf. Anlässlich eines Besuchs von Kaiser Karl VI. im Jahr 1723 kam es zu einer Opernaufführung. Weitere Vorführungen an überdachten Orten fanden 1728 im Prämonstratenserstift Klosterbruck statt.
Erstes fixes Theater der Stadt war die von der Stadt 1784 dem Mährischen Religionsfonds abgekaufte ehemalige Kapelle des unter Joseph II. aufgehobenen Clarissinnenklosters. Die Kosten der Adaptierung übernahm zum Großteil der im Raum Znaim ansässige Adel. Ein festes Ensemble gab es zur damaligen Zeit noch nicht, es traten wandernde Schauspieltruppen auf. Über das dem Publikum gebotene Programm liegen keine Informationen vor. Lediglich 1789 wurde erstmals in Znaim „Die Verschwörung des Fiesco zu Genua“ gegeben.
1829 wurde das Theater renoviert und um einen Tanzsaal erweitert. Die ehemalige Peter und Paul-Kapelle auf dem heutigen Wenzelsplatz und ein anschließendes Wohnhaus wurden abgerissen, um die Zufahrt zu erleichtern.
Ab 1892 wurden im alten Znaimer Theater keine Vorstellungen mehr abgehalten, da es kaum Sicherheitsvorkehrungen zum Schutz des Publikums gab. Von den zuständigen Behörden wurden – wahrscheinlich als späte Folge des Ringtheaterbrandes – entsprechende Maßnahmen gefordert, was den Stadtrat von Znaim zum Beschluss bewog, einen Neubau zu errichten und einige Architekten mit der Planerstellung zu beauftragen. Als provisorischer Aufführungsort diente bis auf weiteres das Haus von Hugo Treu. Das bisherige Theater wurde 1893 abgerissen.
Die Statthalterei bewillige 1893 für die Errichtung des neuen Theaters die Entnahme von 60.000 Kronen aus dem Reservefonds der Sparkasse. 1895 wurden folgten nochmals 25.000 Kronen.
1898 wurde die Theaterfrage wieder zum Thema im Stadtrat, der sich für den damaligen Salisplatz als neuen Standort entschied. 1899 legte der aus Wien stammende Architekt Alexander Graf Pläne und einen Kostenvoranschlag vor. Der Znaimer Bauingenieur Adolf Janisch wurde mit der Bauausführung beauftragt. Die Eröffnung des neuen Stadttheaters erfolgte am 29. September 1900 mit einer Aufführung des Schwanks „Zwei glückliche Tage“ von Franz von Schönthan und Gustav Kadelburg.
Das Stadttheater Znaim wurde mehrfach umgebaut, bevor es 1945 bei einem Bombenangriff schwer beschädigt wurde. Zwischen 1992 und dem Jahr 2000 wurde das Theater einer Generalsanierung unterzogen und mit einer Aufführung der 1867 komponierten Oper „Im Brunnen (V Studni)“ von Vilém Blodek am 29. September des gleichen Jahres wieder eröffnet.
Zu einer Umbenennung auf „Südmährisches Theater“ kam es möglicherweise im Jahr 1962.
Der von der tschechischen Bevölkerung Znaims um 1870 gegründete Verein Znojemská Beseda organisierte bereits kurz nach seiner Gründung tschechischsprachige Theateraufführungen. Heute ist dieser Verein neben anderen Aktivitäten auch der Betreiber des Znaimer Stadttheaters.
Ab 1920 bestand in Znaim neben dem deutschen auch ein tschechisches Theater. Die beiden Theatergesellschaften teilten sich die von Oktober bis zum Palmsonntag des nächsten Jahres dauernde Saison. Einem 1925 erlassenen Theaterstatut zufolge sollten alle Ensemblemitglieder tschechoslowakische Staatsbürger sein. Solange jedoch der Theaterdirektor für seine Schauspieler die Verantwortung übernahm, wurde jedoch davon abgesehen.

## Beschreibung
Aus Kostengründen wurde das auf einer Grundfläche von 734,5 Quadratmetern errichtete Stadttheater Znaim an der Außenseite relativ schmucklos gestaltet. Mit den Stufengiebeln über dem Mittelrisalit, über der Bühne und am Dach ähnelt das Bauwerk dem Kaiser-Jubiläums-Stadttheater, welches Alexander Graf gemeinsam mit dem Architekten Franz Freiherr von Krauß in Wien errichtet hatte.
Der Zuschauerraum mit Balkon und vier Logen wurde im neobarocken Baustil errichtet und in den Farben Weiß, Rot und Gold gehalten. Über den Parterresesseln wurde die Decke mit Malereien geschmückt, während sich über dem Balkon eine Lüftungsrosette und ein Kronleuchter befinden. Oberhalb des Bühnenportals wurden Stuckverzierungen und das Stadtwappen von Znaim angebracht.
Der ursprünglich 616 Zuschauer fassende Zuschauerraum bietet den Besuchern heute 278 Sitzplätze.

## Schauspieler
Die Wiener Schauspielerin Hansi Niese debütierte 1891 am Stadttheater Znaim. 1906 erhielt Richard Romanowsky hier ein Engagement. Willi Forst und Max Pallenberg
waren ebenfalls zum Beginn ihrer Karriere hier engagiert.